# Arcoscalpellum aurivilli
Arcoscalpellum aurivilli is een rankpootkreeftensoort uit de familie van de Scalpellidae.